# Paratrechina darlingtoni
Paratrechina darlingtoni är en myrart som först beskrevs av Wheeler 1936.  Paratrechina darlingtoni ingår i släktet Paratrechina och familjen myror. Inga underarter finns listade i Catalogue of Life.